# В баре только девушки
«В баре только девушки» (англ. Bar Girls) — американская драма 1994 года режиссёра Мариты Джованни. Лорен Хоффман разработала сценарий на основе своей пьесы с одноимённым названием.

## Сюжет
Однажды в баре Лоретта видит красивую женщину, Рейчел, которая сразу производит на неё сильное впечатление. Лоретта спорит с подругой, что уже через 10 минут Рейчел окажется у неё в машине. Вдохновленная, она не видит препятствий. И ей это удаётся. Рейчел едет к Лоретте домой. 
Знакомство быстро перерастает в сближение, но в ходе разговора выясняется, что обе женщины несвободны. Лоретта встречается со спортсменкой, с которой у неё непростые отношения из-за того, что та живёт с давней подругой, а с Лореттой у неё пока ничего не ясно. У Рейчел тоже есть партнёрша. 
Но дальнейшие встречи дают девушкам понять, что они любят друг друга. И через некоторое время Лоретта приглашает Рейчел жить вместе с ней. В ответ Рейчел требует от Лоретты стопроцентной верности.
Встреча в баре с Джей Ар служит причиной конфликта между подругами. Джей Ар заигрывает с Рейчел, и взбешённая Лоретта едва не вступает с ней в драку. Рейчел, обвинённая в предательстве, уходит от Лоретты, а та, потеряв голову, занимается сексом с Джей Ар. Узнав об этом, Рейчел окончательно порывает с ней.
Лоретта понимает, что была неправа. Она проводит вечера в баре в одиночестве. И однажды туда приходит Рейчел, которая скучает без подруги. Девушки понимают, что по-прежнему любят друг друга.

## В ролях
| В ролях         |  | Персонаж |
| --------------- |  | -------- |
| Нэнси Вульф     |  | Лоретта  |
| Лиза Д'Агостино |  | Рейчел   |
| Камилла Григс   |  | Джей Ар  |
| Майкл Харрис    |  | Ноа      |
| Жюстин Слейтер  |  | Вероника |